# Ангара (авиакомпания)
АО «Авиакомпания „Ангара́“» — российская авиакомпания, базируется в международном аэропорту «Иркутск». Создана на базе Иркутского авиаремонтного завода № 403 (ИАРЗ № 403) и является структурным подразделением туристического холдинга «Истлэнд». Осуществляет региональные регулярные и чартерные рейсы в Сибирском федеральном округе.
1 ноября 2010 года управляющая компания «Истлэнд» завершила процедуру слияния ЗАО «Авиакомпания ИркутскАВИА» с ЗАО «Авиакомпания Ангара». Объединённый перевозчик «Авиакомпания Ангара» стал крупнейшим в Сибирском федеральном округе предприятием, выполняющим техническое обслуживание воздушных судов семейства «Антонов».

## Показатели деятельности

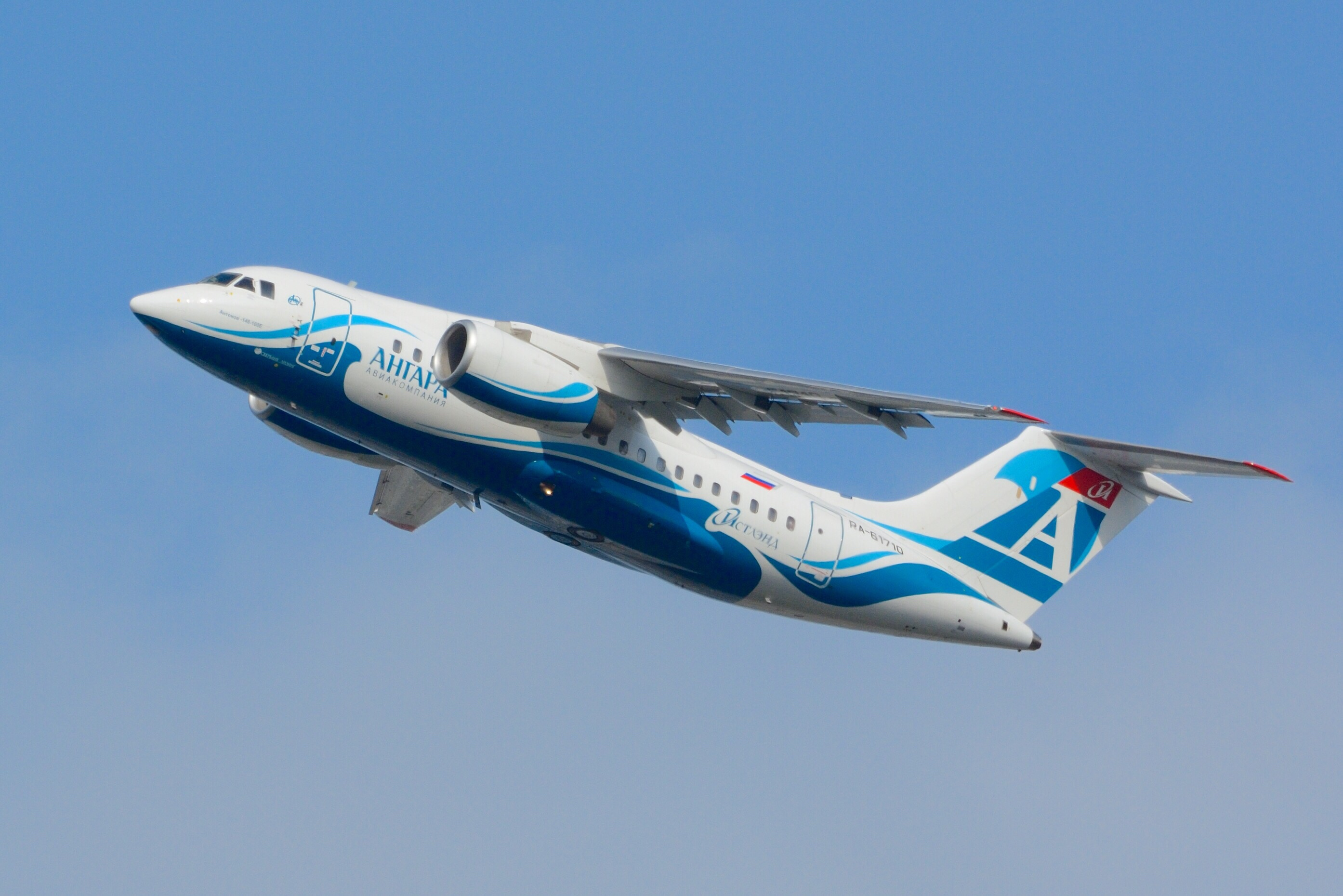
Ан-148 авиакомпании Ангара

- В 2008 году авиакомпания перевезла 111 516 пассажиров и 1028,4 тонн груза и почты.
- Авиакомпания выполняет порядка 130 рейсов в месяц и занимает первое место в аэропорту Иркутска по количеству самолёто-вылетов.

## Авиационно-технический комплекс
Авиационно-технический комплекс авиакомпании выполняет техническое обслуживание и текущий ремонт воздушных судов, капитальный ремонт авиационных агрегатов, в том числе воздушных винтов АВ-72 и АВ-72Т, оказывает услуги по выполнению переоборудования, окрасочных работ, по продлению всех видов ресурсов и сроков службы самолётов семейства «Антонов» и вертолётов Ми-8.
До июля 2025 года авиакомпания обладала сертификатом, позволяющим выполнять оперативное и периодическое техническое обслуживание воздушных судов, включая Ан-12, Ан-24, Ан-26, Ан-148 и вертолёты Ми-8. Однако 29 июля 2025 года Росавиация аннулировала этот сертификат после катастрофы Ан-24 в Амурской области. С этого момента авиакомпания может обслуживать свой парк только через сторонние сертифицированные организации.

## Направления
Авиакомпания «Ангара» выполняет рейсы в следующие города: Бодайбо, Братск, Ербогачён, Иркутск, Киренск, Красноярск, Ленск, Мама, Мирный, Нижнеангарск, Нерюнгри, Новосибирск, Полярный, Таксимо, Талакан, Томск, Улан-Удэ, Усть-Кут, Хабаровск, Чита, Чара, Благовещенск, Тында, Зея, Шахтерск, Ноглики, Оха.

## Флот

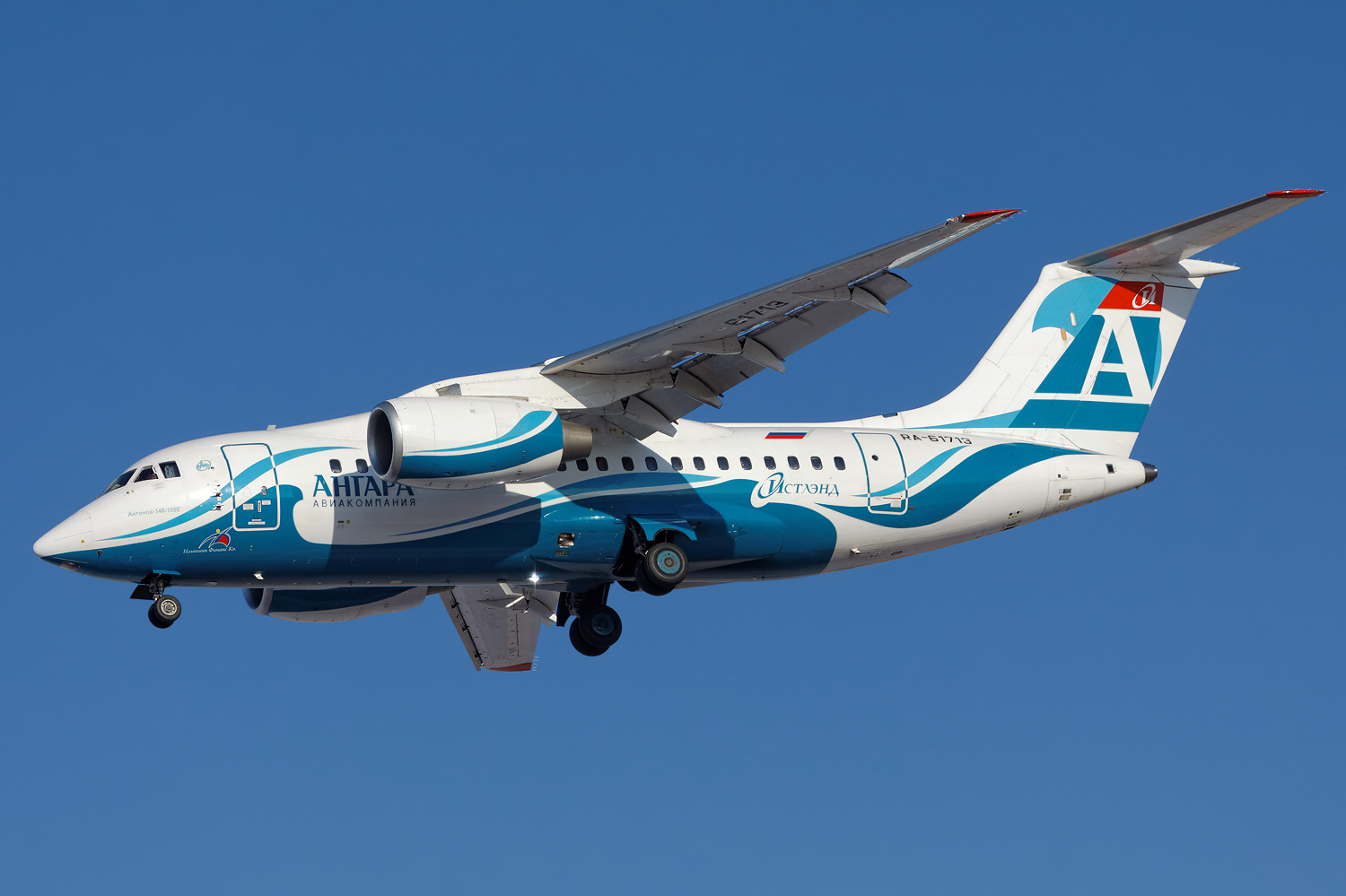
Ан-148-100Е авиакомпании Ангара

Самолёты Ан-148, заказанные «Ангарой», имеют специальное «северное исполнение», учитывающее климатические особенности региона эксплуатации — холодный климат восточной Сибири. Это обогрев дверей и люков, доработанная система посадки воздушного судна на грунтовые и заснеженные полосы, установка дополнительной защиты в нишах шасси.
По состоянию на декабрь 2023 года общий размер флота АО «Авиакомпания „Ангара“» составляет 13 самолётов и 14 вертолётов.
В 2021 году из эксплуатации выведены все самолёты Ан-148E.

## Лётные происшествия
- 11 июля 2011 года — аварийная посадка Ан-24 на Обь. Погибли 7 человек[7].

- 6 мая 2013 года — катастрофа Ми-8 под Преображенкой, погибли 9 человек[8].

- 30 сентября 2017 года — У самолёта Ан-148, выполнявшего рейс Талакан — Иркутск, во время взлёта загорелся правый двигатель. Воздушное судно совершило вынужденную посадку в аэропорту вылета, никто не пострадал[9][10].
- 27 июня 2019 года — катастрофа Ан-24 в Нижнеангарске из-за выкатывания за пределы ВПП[11].
- 24 июля 2025 года — катастрофа Ан-24 под Тындой при уходе на второй круг[12].